# Discografia de Jessica Jung
A discografia de Jessica Jung, mais conhecida apenas como Jessica, uma cantora sul-coreana-estadunidense, consiste em quatro extended play (EPs), sete singles e diversas aparições em trilhas sonoras. Jessica fez sua estréia como artista solo com o lançamento de seu primeiro EP, intitulado With Love, J, em 17 de maio de 2016, que conquistou o topo da parada sul-coreana Gaon Album Chart. O título produziu dois singles: "Fly", com a participação do rapper estadunidense Fabolous, o qual atingiu a posição de número quatro pela Gaon Digital Chart e número nove pela parada estadunidense Billboard World Digital Songs, além de "Love Me the Same", que entrou na posição de número 55 pela Gaon Download Chart. A seguir, Jessica lançou With Love, J em uma versão de língua inglesa em formato digital.   
Em 10 de dezembro de 2016, Jessica lançou seu segundo EP Wonderland, que também atingiu o topo da Gaon Album Chart e produziu um single de mesmo nome, que atingiu número 23 pela Billboard World Digital Songs. Mais tarde, ela lançou o EP My Decade (2017), número quatro pela Gaon Album Chart, que gerou os singles "Because It's Spring" (봄이라서 그래) e "Summer Storm".
Ao longo dos anos, Jessica tem lançado diversas canções como parte de trilhas sonoras, como "Because Tears Are Overflowing" (눈물이 넘쳐서 de Romance Town (2011), "How" (어쩜) (com Kim Jin-pyo) de Wild Romance (2012) e "The One like You" (그대라는 한 사람)	de Dating Agency: Cyrano (2013), dentre outros.

## Álbuns

### Extended plays(EPs)
| With Love, J - Lançamento: 17 de maio de 2016 - Gravadora: Coridel Entertainment - Formatos: CD, download digital                   | 34 | 1  | 16 | 4 | - CHN: 139,800+(digital) - COR: 80,783+ - JAP: 3,916 |
| Wonderland - Lançamento: 10 de dezembro de 2016 - Gravadora: Coridel - Formatos: CD, download digital                               | 85 | 1  | 7  | — | - COR: 38,271+ - JAP: 1,773+                         |
| Wonderland - NHR Remix - Lançamento: 21 de julho de 2017 - Gravadora: The Orchard, Natural High Record - Formatos: Download digital | —  | —  | —  | — | —                                                    |
| My Decade - Lançamento: 9 de agosto de 2017 - Gravadora: Coridel - Formatos: CD, download digital                                   | 4  | 67 | —  | 5 | - COR: 44,778 - JAP: 1,494                           |
| "—" indica lançamentos que não figuraram nas paradas ou não foram lançados nessa região.                                            |    |    |    |   |                                                      |

## Singles
| 2016                                                                                     | "Fly" (com participação de Fabolous)                                        | — | 4 | 9 | - COR: 240,102+ (digital) | With Love, J         |
| 2016                                                                                     | "Love Me The Same"                                                          | — | — | — | - COR: 23,390+ (digital)  | With Love, J         |
| 2016                                                                                     | "Wonderland"                                                                | — | — | 9 | - COR: 16,175+ (digital)  | Wonderland           |
| 2017                                                                                     | "Because It's Spring" (봄이라서 그래)                                       | — | — | — | —                         | My Decade            |
| 2017                                                                                     | "Summer Storm"                                                              | — | — | — | —                         | My Decade            |
| 2018                                                                                     | "One More Christmas"                                                        | — | — | — | —                         | Lançamento sem álbum |
| 2019                                                                                     | "Call Me Before You Sleep" (잠들기 전 전화해) (com participação de Giriboy) | — | — | — | —                         | Lançamento sem álbum |
| "—" indica lançamentos que não figuraram nas paradas ou não foram lançados nessa região. |                                                                             |   |   |   |                           |                      |

### Como artista participante
| Ano  | Título                                                                 | Álbum                                                 |
| ---- | ---------------------------------------------------------------------- | ----------------------------------------------------- |
| 2008 | "I Love You" (8Eight feat. Jessica Jung)                               | Infinity                                              |
| 2009 | "Cold Noodle" (냉면) (Park Myung-soo com participação de Jessica Jung) | Infinite Challenge Olympic Highway Duet Song Festival |

### Promocionais
| Ano                                                                                      | Título                       | Melhores posições nas paradas | Melhores posições nas paradas | Álbum                             |
| Ano                                                                                      | Título                       | COR                           | COR Hot                       | Álbum                             |
| ---------------------------------------------------------------------------------------- | ---------------------------- | ----------------------------- | ----------------------------- | --------------------------------- |
| 2008                                                                                     | "GMPer's Song" (com Tiffany) | —                             | —                             | 2008 GMP Song (Good Morning Pops) |
| 2008                                                                                     | "Picnic Song" (com Tiffany)  | —                             | —                             | 2008 GMP Song (Good Morning Pops) |
| 2010                                                                                     | "Sweet Delight"              | 48                            | —                             | Lançamento sem álbum              |
| 2012                                                                                     | "My Lifestyle" (com Dok2)    | 34                            | 30                            | PYL Younique Volume 1             |
| "—" indica lançamentos que não figuraram nas paradas ou não foram lançados nessa região. |                              |                               |                               |                                   |

## Trilhas sonoras
| 2011 | "Because Tears Are Overflowing"                                                          | —  | 20 | —                          | Romance Town OST                            |
| 2012 | "What To Do" (com Kim Jin-pyo)                                                           | 14 | 12 | —                          | Wild Romance OST                            |
| 2012 | "Butterfly" (com Krystal)                                                                | 17 | 22 | - COR: 300,352+ (digital): | To The Beautiful You OST                    |
| 2012 | "Heart Road"                                                                             | 43 | 57 | —                          | The King's Dream OST                        |
| 2013 | "The One Like You"                                                                       | 21 | 37 | —                          | Dating Agency: Cyrano OST                   |
| 2014 | "Say Yes" (com Krystal X Kris Wu)                                                        | —  | —  | —                          | Make Your Move 3D OST                       |
| 2021 | "Can't Sleep" (잠이오지않아)                                                             | —  | —  | —                          | Jessica & Krystal – US Road Trip OST Part 1 |
| 2021 | "Snapshot"                                                                               | —  | —  | —                          | Jessica & Krystal – US Road Trip OST Part 2 |
| 2021 | "—" indica lançamentos que não figuraram nas paradas ou não foram lançados nessa região. |    |    |                            |                                             |

## Outras canções que entraram nas paradas
| Ano                                                                                      | Título                  | Melhores posições nas paradas | Vendas                   | Álbum        |
| Ano                                                                                      | Título                  | COR Gaon                      | Vendas                   | Álbum        |
| ---------------------------------------------------------------------------------------- | ----------------------- | ----------------------------- | ------------------------ | ------------ |
| 2016                                                                                     | "Big Mini World"        | 91                            | - COR: 31,167+ (digital) | With Love, J |
| 2016                                                                                     | "Falling Crazy in Love" | 96                            | - COR: 28,950+ (digital) | With Love, J |
| 2016                                                                                     | "Dear Diary"            | —                             | - COR: 23,274+ (digital) | With Love, J |
| 2016                                                                                     | "Golden Sky"            | —                             | - COR: 21,863+ (digital) | With Love, J |
| "—" indica lançamentos que não figuraram nas paradas ou não foram lançados nessa região. |                         |                               |                          |              |

### Outras aparições
| Ano  | Título                                                                                                 | Álbum                      |
| ---- | --- | -------------------------- |
| 2008 | "Holding Hands" (com Tiffany X Super Junior X SS501 X Jewelry X Brown Eyed Girls X Lee Hyun X T.G.U.S) | lançamento sem álbum       |
| 2009 | "NaengMyun" (com Park Myung-soo)                                                                       | Olympic Duet Song Festival |
| 2016 | "Gravity"                                                                                              | lançamento sem álbum       |

## Composições
|  | Indica lançamento como single |

| Canção                        | Ano  | Álbum        | Artista           | Letra     | Letra                       | Musica    | Musica |
| Canção                        | Ano  | Álbum        | Artista           | Creditada | Com                         | Creditada | Com |
| ----------------------------- | ---- | ------------ | ----------------- | --------- | --------------------------- | --------- | --- |
| "Beautiful Mind"              | 2017 | My Decade    | Jessica Jung      | Sim       | —                           | Sim       | Tatiana (Tatu) Matthews Eric (Vekz) Fernandez Karriem (Kmack) Mack [ 29 ]                                                                                          |
| "Celebrate"                   | 2016 | Wonderland   | Jessica Jung      | Sim       | —                           | Sim       | Julien "Jdot" Cross Tatiana "Tatu" Matthews Eric "Vekz" Fernandez Karriem "Kmack" Mark [ 30 ]                                                                      |
| "Dancing On The Moon"         | 2016 | Wonderland   | Jessica Jung      | Sim       | —                           | Sim       | Kleveland Kim Ofstand Eric "Vekz" Fernandez Tatiana "Tatu" Matthews Julien "Jdot" Cross Karriem "Kmack" Mark Cory Kwon [ 30 ]                                      |
| "Dancing Queen"               | 2012 | I Got a Boy  | Girls' Generation | Sim       | Yoon Hyo-sang Tiffany Hwang | Não       | — |
| "Falling Crazy In Love"       | 2016 | With Love, J | Jessica Jung      | Sim       | —                           | Sim       | Henrik Nordenback Christian Fast Lisa Demond [ 31 ] |
| "Fly"                         | 2016 | With Love, J | Jessica Jung      | Sim       | —                           | Sim       | Karriem Mack Eric Fernandez Tatiana Matthews Fabolous [ 31 ] |
| "Golden Sky"                  | 2016 | With Love, J | Jessica Jung      | Sim       | —                           | Sim       | Karriem Mack Tatiana Matthews Liana Banks [ 31 ] |
| "It's Spring (봄이라서 그래)" | 2017 | My Decade    | Jessica Jung      | Sim       | Jay Kim                     | Não       | — |
| "Love Me the Same"            | 2016 | With Love, J | Jessica Jung      | Sim       | —                           | Sim       | Eric Fernandez Karriem Mack Julien Cross [ 31 ] |
| "Saturday Night"              | 2017 | My Decade    | Jessica Jung      | Sim       | —                           | Não       | — |
| "Starry Night"                | 2017 | My Decade    | Jessica Jung      | Sim       | —                           | Não       | — |
| "Summer Storm"                | 2017 | My Decade    | Jessica Jung      | Sim       | —                           | Não       | — |
| "Wonderland"                  | 2016 | Wonderland   | Jessica Jung      | Sim       | —                           | Sim       | Martin K Kleveland Andrea Sjo Engen Jens Hjerto Marcus Ulstad Niksen Eric "Vekz" Fernandez Tatiana "Tatu" Matthews Julien "Jdot" Cross Karriem "Kmack" Mark [ 30 ] |
| "World of Dreams"             | 2016 | Wonderland   | Jessica Jung      | Sim       | —                           | Sim       | Julien "Jdot" Cross Tatiana "Tatu" Matthews Eric "Vekz" Fernandez Karriem "Kmack" Mark [ 30 ]                                                                      |